# Банкалар
Вулиця Банкалар (тур. Bankalar Caddesi, дослівно «Банківська вулиця») або вулиця Воєвода (тур. Voyvoda Caddesi) — вулиця в історичному районі Галата (теперішній Каракей) у районі Бейоглу (історично Пера) Стамбул, Туреччина. Вулиця Банкалар була фінансовим центром Османської імперії, на ній були розташовані головні офіси відомих банків, фінансових інститутів, страхових компаній, включаючи Османський банк що був центральним банком імперії, і Османську фондову біржу. Ці будівлі досі використовуються як офіси багатьма банками та іншими фінансовими організаціями. Вулиця Банкалар залишалася головним фінансовим районом Стамбулу аж до 1990-х років, коли більшість турецьких банків почали переміщати свої центральні офіси в сучасні ділові квартали Левент і Маслак. У 1995 році Стамбульська фондова біржа переїхала в сьогоденну офісну будівлю в квартал Істін'є району Сариєр.

## Пам'ятки

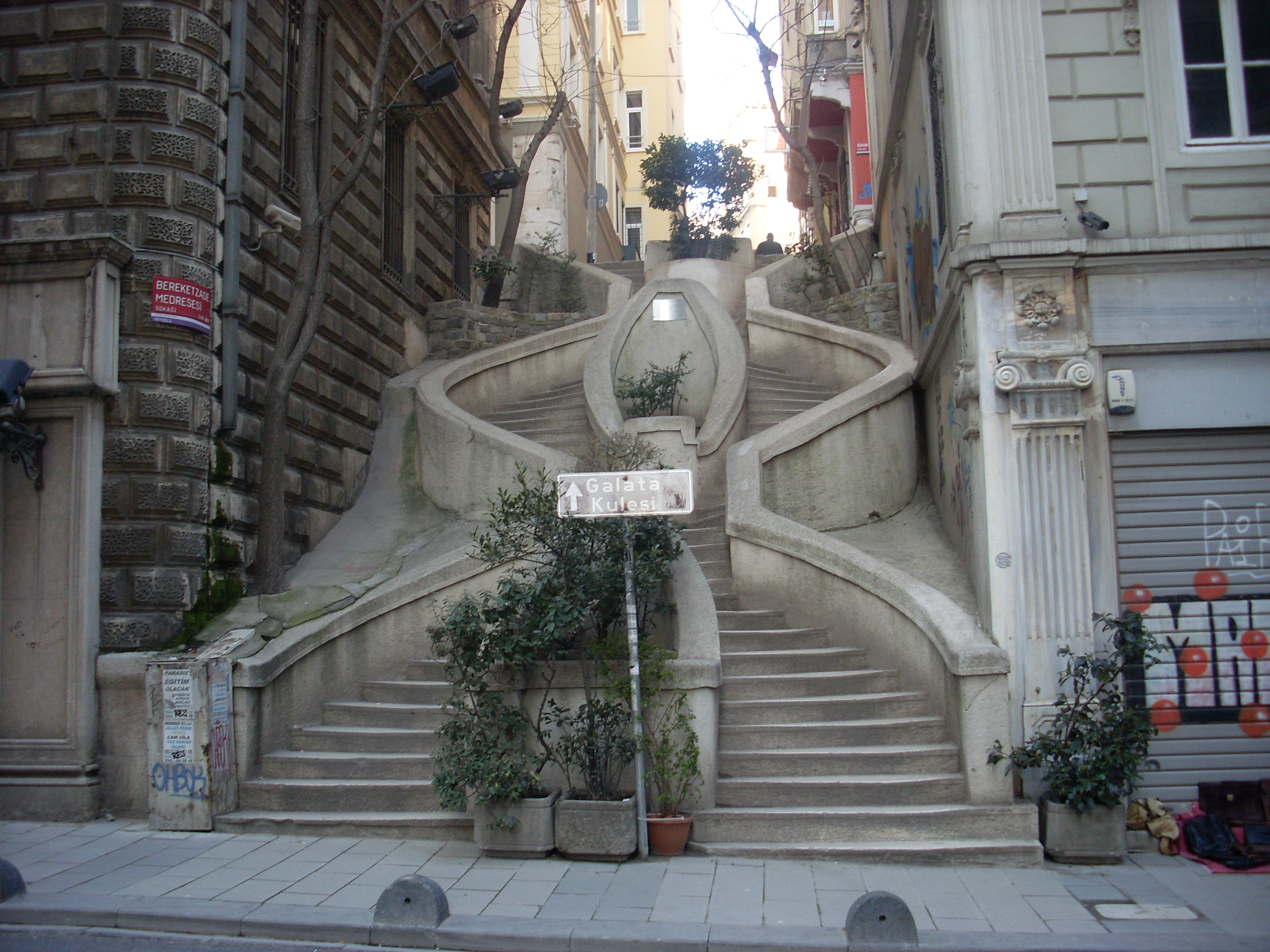
Сходи Камондо

Біля східного закінчення вулиці знаходиться південна зупинка Тюнель, (1875), друга найстаріша у світі підземна залізнична лінія після Лондонського метро (1863). Сходи Камондо, побудовані в змішаному стилів необароко та раннього модерну у 1870—1880 роках банкіром Абраамом Саломоном Камондо, також знаходиться на вулиці Банкалар Сходи ведуть до історичної вулиці Руе Камондо (або Банкер Сокак наразі) і Карт Чинар Сокак (західне продовження Банкер Сокак), де знаходяться руїни генуезької Палаццо-дель-Комуне (Palazzo del Comune, 1316), побудованої Монтано де Марінісом. На невеликій відстані на захід розташована Подеста Галати, за фасадом офісної будівлі Берекет Хана 1880-х років на вулиці Банкалар.

## Ресурси Інтернету
- Ottoman Bank Museum: Database of the buildings on Bankalar Caddesi. Click on a building's image for detailed information.
- Ottoman Bank Museum: Panoramic view of the buildings on Bankalar Caddesi.
- Ottoman Bank Museum: History of the Ottoman Bank.
- Istanbul Stock Exchange: History of the Istanbul Stock Exchange.